# Nephila inaurata
Nephila inaurata  — вид павуків із родини Павуків-шовкопрядів.

## Поширення
Вид широко поширений в Південній Африці та ряді островів в Індійському океані (Мадагаскар, Сейшельські острови, Реюньйон, Маврикій, Родригес).

## Опис
Самиці сягають завдовжки 25-30 мм, самці менші, 8-10 мм та мають чорніше забарвлення.

## Спосіб життя
Ці павуки плетуть міцне павутиння, у якому можуть заплутуватись невеликі птахи та кажани. Павутиння розміщується у сирих місцях, серед дерев. Як правило, кілька сіток знаходяться поруч утворюючи колонію з великою площею. Павук живиться мухами, москітами, осами та жуками. Відкладає один яйцевий мішок з 100–200 яйцями.